# Hibbertia
Hibbertia é um género botânico pertencente à família Dilleniaceae. Também conhecida como Flor de Guiné.

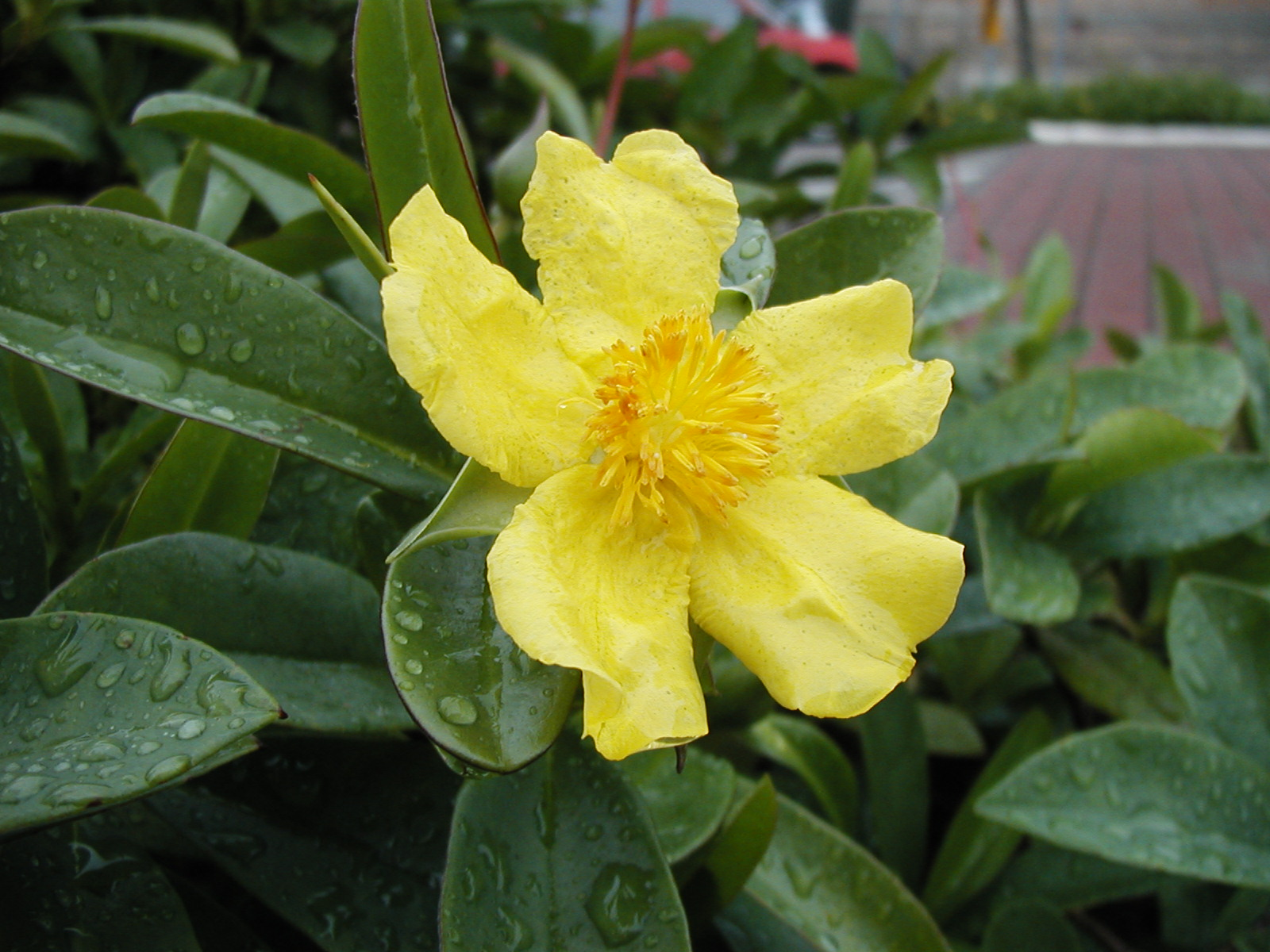
Hibbertia scandens

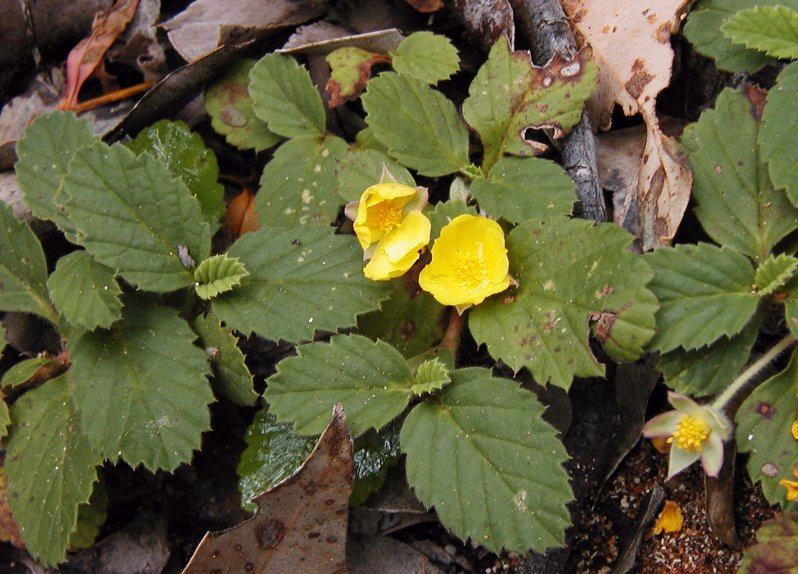
Hibbertia grossulariifolia

## Espécies
- Hibbertia amplexicaulis
- Hibbertia aspera
- Hibbertia banksii
- Hibbertia basaltica
- Hibbertia bracteata
- Hibbertia cuneiformis
- Hibbertia dentata
- Hibbertia diffusa
- Hibbertia empetrifolia
- Hibbertia fasciculata
- Hibbertia furfuracea
- Hibbertia grossulariifolia
- Hibbertia hirta
- Hibbertia hypericoides
- Hibbertia linearis
- Hibbertia longifolia
- Hibbertia miniata
- Hibbertia obtusifolia
- Hibbertia pedunculata
- Hibbertia procumbens
- Hibbertia prostrata
- Hibbertia riparia
- Hibbertia scandens
- Hibbertia selkii
- Hibbertia serrata
- Hibbertia sericea
- Hibbertia serpyllifolia
- Hibbertia stellaris
- Hibbertia truncata
- Hibbertia vestita

1. ↑  «Hibbertia — World Flora Online». www.worldfloraonline.org. Consultado em 19 de agosto de 2020